# Dudley (Pensilvania)
Dudley es un borough ubicado en el condado de Huntingdon en el estado estadounidense de Pensilvania. En el año 2000 tenía una población de 128 habitantes y una densidad poblacional de 196.8 personas por km².

## Geografía
Dudley se encuentra ubicado en las coordenadas 40°12′21″N 78°10′31″O / 40.20583, -78.17528.

## Demografía
Según la Oficina del Censo en 2000 los ingresos medios por hogar en la localidad eran de $33,393 y los ingresos medios por familia eran $40,000. Los hombres tenían unos ingresos medios de $28,929 frente a los $25,313 para las mujeres. La renta per cápita para la localidad era de $14,984. Alrededor del 4.5% de la población estaba por debajo del umbral de pobreza.